# 藤沢哲也
藤沢 哲也（ふじさわ てつや、1953年8月3日 - 2024年1月9日）は、大分県大分市鶴崎出身のプロ野球選手（投手）。

## 来歴・人物
鶴崎工業高校では、3年生時の1971年にエース、四番打者として夏の県大会に出場。県大会、中九州大会を通じ6試合に無失点を記録、55三振を奪う。甲子園出場を決めた中九州大会決勝では尾西和夫、春日祥之輔のいた中津工と対戦し、ノーヒットノーランを演じた。しかし本大会では1回戦で静岡学園に敗退。この試合では制球を乱し、2イニングを投げたのみに終わった。
同年のドラフト1位で中日ドラゴンズに入団。大型左腕として期待されたが、肩の故障もあってなかなか一軍には上がれなかった。1974年10月14日の長嶋茂雄の引退試合で一軍初登板を果たす。柴田勲、高田繁に連続本塁打を喫するが、この年三冠王の王貞治から三振を奪った。中日での登板はこの1試合のみに終わり、1975年オフに西岡三四郎との交換トレードで星野秀孝と共に南海ホークスに移籍。南海でも1979年の1試合のみの登板に終わり、1980年オフに引退。
ノーワインドアップから、快速球を思い切って投げる。また外角へカーブ、シュート、内角へ速球を投げてゆさぶる投球が特徴。
社会人野球・クラブチームの大分ソーリンズ野球倶楽部で投手コーチを務めていた。また、母校の鶴崎工業高校野球部OB会会長を務めていたが、2024年1月9日に逝去。

## 詳細情報

### 年度別投手成績
| 年 度     | 球 団     | 登 板 | 先 発 | 完 投 | 完 封 | 無 四 球 | 勝 利 | 敗 戦 | セ 丨 ブ | ホ 丨 ル ド | 勝 率 | 打 者 | 投 球 回 | 被 安 打 | 被 本 塁 打 | 与 四 球 | 敬 遠 | 与 死 球 | 奪 三 振 | 暴 投 | ボ 丨 ク | 失 点 | 自 責 点 | 防 御 率 | W H I P |
| --------- | --------- | ----- | ----- | ----- | ----- | -------- | ----- | ----- | -------- | ----------- | ----- | ----- | -------- | -------- | ----------- | -------- | ----- | -------- | -------- | ----- | -------- | ----- | -------- | -------- | ------- |
| 1974      | 中日      | 1     | 0     | 0     | 0     | 0        | 0     | 0     | 0        | --          | ----  | 5     | 0.2      | 2        | 2           | 1        | 0     | 0        | 1        | 0     | 0        | 3     | 3        | 40.50    | 7.50    |
| 1979      | 南海      | 1     | 0     | 0     | 0     | 0        | 0     | 0     | 0        | --          | ----  | 5     | 1.0      | 0        | 0           | 2        | 0     | 0        | 1        | 0     | 0        | 0     | 0        | 0.00     | 2.00    |
| 通算：2年 | 通算：2年 | 2     | 0     | 0     | 0     | 0        | 0     | 0     | 0        | --          | ----  | 10    | 1.2      | 2        | 2           | 3        | 0     | 0        | 2        | 0     | 0        | 3     | 3        | 16.20    | 3.00    |

### 記録
- 初登板：1974年10月14日、対読売ジャイアンツ26回戦（後楽園球場）、4回裏1死に2番手で救援登板、2/3回3失点
- 初奪三振：同上、4回裏に王貞治から

### 背番号
- 25 （1972年 - 1973年）
- 32 （1974年 - 1975年）
- 45 （1976年 - 1980年）